# Aeroportul Gustavus
Aeroportul Gustavus (IATA: GST, ICAO: PAGS, FAA LID: GST) este un aeroport din Alaska, Statele Unite ale Americii ce deservește zona Gustavus⁠(d). Aeroportul a fost tranzitat în 2019 de 22.260 de pasageri. A fost numit după zona deservită.
Situat la o altitudine de 11 m, aeroportul dispune de 2 piste. Este operat de Alaska Department of Transportation & Public Facilities⁠(d).

## Infrastructură

### Piste
Aeroportul dispune de 2 piste. Pista 02/20 are suprafața de asfalt și dimensiunile 3.146 picioare × 60 picioare. Pista 11/29 are suprafața de asfalt și dimensiunile 6.721 picioare × 150 picioare. 